# Suzuki RG Γ 500
La Suzuki RG Γ 500 è una moto da competizione della Suzuki, con motorizzazione due tempi, che ha partecipato al motomondiale della classe 500, vincendo il due titolo piloti e costruttori per due anni consecutivi, il 1981 con Marco Lucchinelli e il titolo 1982 con Franco Uncini.

## Descrizione
La moto è caratterizzata da un motore in quadro con ammissione a valvola rotante, esattamente come il modello che l'ha preceduta (Suzuki RG 500).
Nel 1982 si ha il ritorno delle misure alesaggio corsa di 56x50,5, invece dei precedenti 54x54, inoltre venne presentato un nuovo telaio sempre in alluminio, ma del tipo scomponibile, il quale però non si dimostrò all'altezza del precedente, che ritornò ad essere usato a metà stagione.
L'anno successivo (1983) si ha l'aggiornamento del motore con le valvole risuonanti allo scarico, che permettono di estendere l'arco d'utilizzazione del motore.

## Prodotti derivati
Da questa moto fu preso spunto per la produzione della Suzuki RG 500 Gamma, una moto sportiva che riprendeva non solo la linea del modello del motomondiale, ma anche il suo motore, opportunamente rivisto per l'uso stradale, in un momento favorevole a queste moto a due tempi.

## Caratteristiche tecniche
| Caratteristiche tecniche - Suzuki RG Γ 500                                                                                                 | Caratteristiche tecniche - Suzuki RG Γ 500                          | Caratteristiche tecniche - Suzuki RG Γ 500                          | Caratteristiche tecniche - Suzuki RG Γ 500                          | Caratteristiche tecniche - Suzuki RG Γ 500                          | Caratteristiche tecniche - Suzuki RG Γ 500                          |
| Dimensioni e pesi | Dimensioni e pesi                                                   | Dimensioni e pesi                                                   | Dimensioni e pesi                                                   | Dimensioni e pesi                                                   | Dimensioni e pesi                                                   |
| Meccanica | Meccanica                                                           | Meccanica                                                           | Meccanica                                                           | Meccanica                                                           | Meccanica                                                           |
| --- | ------------------------------------------------------------------- | ------------------------------------------------------------------- | ------------------------------------------------------------------- | ------------------------------------------------------------------- | ------------------------------------------------------------------- |
| Tipo motore: Quadricilindrico a 2 tempi in quadrilatero                                                                                    | Tipo motore: Quadricilindrico a 2 tempi in quadrilatero             | Tipo motore: Quadricilindrico a 2 tempi in quadrilatero             | Tipo motore: Quadricilindrico a 2 tempi in quadrilatero             | Raffreddamento: a liquido                                           | Raffreddamento: a liquido                                           |
| Cilindrata | 498 cm³ (Alesaggio 56,0 × Corsa 50,5 mm)                            | 498 cm³ (Alesaggio 56,0 × Corsa 50,5 mm)                            | 498 cm³ (Alesaggio 56,0 × Corsa 50,5 mm)                            | 498 cm³ (Alesaggio 56,0 × Corsa 50,5 mm)                            | 498 cm³ (Alesaggio 56,0 × Corsa 50,5 mm)                            |
| Distribuzione: Valvola a disco rotante | Distribuzione: Valvola a disco rotante                              | Distribuzione: Valvola a disco rotante                              | Alimentazione: Carburatori Mikuni                                   | Alimentazione: Carburatori Mikuni                                   | Alimentazione: Carburatori Mikuni                                   |
| Potenza: 130-135 CV a circa 11.200 rpm | Potenza: 130-135 CV a circa 11.200 rpm                              | Coppia:                                                             | Coppia:                                                             | Rapporto di compressione:                                           | Rapporto di compressione:                                           |
| Frizione: multidisco a secco | Frizione: multidisco a secco                                        | Frizione: multidisco a secco                                        | Cambio: sequenziale estraibile a 6 marce (sempre in presa)          | Cambio: sequenziale estraibile a 6 marce (sempre in presa)          | Cambio: sequenziale estraibile a 6 marce (sempre in presa)          |
| Accensione | digitale CDI                                                        | digitale CDI                                                        | digitale CDI                                                        | digitale CDI                                                        | digitale CDI                                                        |
| Trasmissione | a catena                                                            | a catena                                                            | a catena                                                            | a catena                                                            | a catena                                                            |
| Avviamento | a spinta                                                            | a spinta                                                            | a spinta                                                            | a spinta                                                            | a spinta                                                            |
| Ciclistica |                                                                     |                                                                     |                                                                     |                                                                     |                                                                     |
| Telaio | perimetrale bitrave e biculla in alluminio, con telaietto integrato | perimetrale bitrave e biculla in alluminio, con telaietto integrato | perimetrale bitrave e biculla in alluminio, con telaietto integrato | perimetrale bitrave e biculla in alluminio, con telaietto integrato | perimetrale bitrave e biculla in alluminio, con telaietto integrato |
| Sospensioni | Anteriore: forcella telescopica / Posteriore: monoammortizzatore    | Anteriore: forcella telescopica / Posteriore: monoammortizzatore    | Anteriore: forcella telescopica / Posteriore: monoammortizzatore    | Anteriore: forcella telescopica / Posteriore: monoammortizzatore    | Anteriore: forcella telescopica / Posteriore: monoammortizzatore    |
| Freni | Anteriore: doppio disco / Posteriore: disco singolo                 | Anteriore: doppio disco / Posteriore: disco singolo                 | Anteriore: doppio disco / Posteriore: disco singolo                 | Anteriore: doppio disco / Posteriore: disco singolo                 | Anteriore: doppio disco / Posteriore: disco singolo                 |
| Fonte dei dati: (IT) Randy Mamola, Massimo Clarke, Prova d'epoca Suzuki 500 Gamma, in Masterbike, vol. 1, n. 6, ottobre 2008, pp. 112-121. |                                                                     |                                                                     |                                                                     |                                                                     |                                                                     |